# 製粉
製粉（せいふん）とは、粉を製造することである。特に穀物、中でも小麦を粉砕して小麦粉に加工することを指す場合が多い。伝統的な製粉の道具としては石臼がある。

## 日本の製粉メーカー
Wikipedia日本語版に記事があるもののみ。
大手4社
- 日清製粉グループ本社（日清製粉）- 製粉業界で日本最大手。
- ニップン - 日清製粉に次いで業界2位。
- 昭和産業 - 業界3位、天ぷら粉で知られる。
- 日東富士製粉 - 製粉大手4社の一つ。

その他
五十音順。
- 江別製粉
- 小笠原製粉
- 沖縄製粉
- 奥本製粉
- 金沢製粉
- 木下製粉
- 熊本製粉
- 大陽製粉
- 千葉製粉
- 東福製粉
- 徳島製粉
- 鳥越製粉
- 日穀製粉
- 沼田製粉
- はくばく
- 星野物産
- 前田産業
- 増田製粉所
- 丸栄製粉
- 丸正製粉
- 山本製粉
- 横山製粉
- 理研農産化工

## 関連団体
- 製粉振興会
- 製粉協会